# Charles A. Wickliffe
Charles Anderson Wickliffe, född 8 juni 1788 i Virginia (i nuvarande Kentucky), död 31 oktober 1869 nära Ilchester i Maryland, var en amerikansk politiker. Han var ledamot av USA:s representanthus 1823–1833 och 1861–1863, Kentuckys viceguvernör 1836–1839, Kentuckys guvernör 1839–1840 samt USA:s postminister i John Tylers kabinett 1841–1845. Han var far till Robert C. Wickliffe.
Wickliffe studerade juridik och inledde 1809 sin karriär som advokat i Bardstown. Han deltog i 1812 års krig. Politiskt hörde han först till demokrat-republikanerna och senare var han whig och därefter demokrat. År 1823 tillträdde han som kongressledamot. Efter fem mandatperioder i representanthuset ställde han inte upp till omval.
Wickliffe tillträdde 1836 som Kentuckys viceguvernör. Guvernör James Clark avled 1839 i ämbetet och efterträddes av Wickliffe. Han efterträddes i sin tur som guvernör året därpå av Robert P. Letcher. Som viceguvernör och guvernör hade Wickliffe varit whig. Därefter tjänstgjorde han som postminister i John Tylers kabinett. Tyler var demokrat men hade blivit vald till vicepresident som whigpolitikern William Henry Harrisons medkandidat och tillträtt presidentämbetet efter Harrisons död. År 1845 förhandlade Wickliffe med ledande politiker i Republiken Texas. Förhandlingarna resulterade i att Texas gick med i USA. Wickliffe deltog i Kentuckys konstitutionskonvent 1849 och valdes en sista gång i representanthuset i kongressvalet 1860. År 1863 kandiderade han utan framgång i guvernörsvalet i Kentucky som demokrat.
Wickliffe avled 1869 i Maryland och gravsattes på Bardstown Cemetery i Bardstown i Kentucky.